# 브라보 신세대
《브라보 신세대》는 1998년 2월 19일부터 1998년 6월 3일까지 방송되었던 음악 프로그램이다.